# 倪岳峰
倪岳峰（1964年9月—），男，安徽安庆市岳西县人。中华人民共和国政治人物。1985年3月加入中国共产党，1987年6月参加工作。合肥工业大学工业自动化专业硕士，清华大学自动化系系统工程专业工学博士学位。中国共产党第十八届中央委员会候补委员、第十九届、二十届中央委员。曾任海关总署署长。现任中共河北省委书记、河北省人大常委会主任。
倪岳峰曾任福建省人民政府副省长，中共福建省委副书记、福州市委书记，被广泛认为是习近平派系閩江新軍其中一员。

## 经历
1980年9月，16岁的倪岳峰考入合肥工业大学电气工程系工业自动化专业学习，获得工学学士与硕士学位。1987年6月，留校任大学教师。1990年9月在清华大学自动化系系统工程专业学习，获得工学博士学位。
1993年7月，29岁的倪岳峰来到山东工作直到1997年，先后任青岛市科技委员会主任助理、青岛市计划委员会副主任，在此期间俞正声担任青岛市委书记。1997年12月起任国家海洋局科技司副司长、司长，海洋环境保护司司长。2000年8月，任国家海洋局副局长、党组成员。
2003年3月，全国人大首次设立专职人大常委会委员，倪岳峰成为当时最年轻的专职委员，当选全国人大环境与资源保护委员会委员。同年8月，任全国人大环境与资源保护委员会主任委员助理。2008年2月，44岁的倪岳峰任全国人大环境与资源保护委员会副主任委员，晋升副部级。
2011年3月，倪岳峰任福建省人民政府副省长。2013年7月，倪岳峰任中共福建省委常委、纪委书记。2016年8月，倪岳峰任福建省委常委、福州市委书记。当年11月，倪岳峰当选福建省委副书记。
2017年6月，53岁的倪岳峰任海关总署副署长、党组书记，晋升正部级。2018年3月，倪岳峰接替于广洲任海关总署署长。
2022年4月，倪岳峰外放河北，出任中共河北省委书记。同年5月，正式被免去海關總署署長職務。2023年1月，当选为河北省人大常委会主任。

## 争议

### 2023年京津冀暴雨洪灾
2023年7月底至8月初，京津冀地区降下特大暴雨，其中河北省多地发生严重洪灾，河北省委书记倪岳峰在7月30日的会议上指出强化环首都地区防汛，压实环京市县属地责任，落细防汛措施，坚决当好首都“护城河”。8月1日，倪岳峰又强调有序启用蓄滞洪区，减轻北京防洪压力，坚决当好首都“护城河”，引发民众批评。